# واقف لاهوری
حکیم نورالعین بَتالوی معروف به واقف لاهوری (درگذشتهٔ ۱۱۹۰ق./۱۷۷۶م) از شاعران پارسی‌گوی در سبک هندی بود.
وی از شعرای قرن دوازدهم است و در شهر بَتاله ایالت پنجاب هند زندگی می‌کرد.
پدرش را قاضی امانت‌الله نوشته‌اند. ابتدا تحصیل علوم کرد سپس به شاعری پرداخت بین او و شاه عبدالحکیم حاکم وحدت نظر حاصل شد و به اتفاق یکدیگر به عزم سیاحت دکن از پنجاب خارج شدند و به اورنگ آباد رسیدند. پس از چند روز به بندر سورت رفتند، حاکم از آنجا رهسپار مکه و مدینه شد ولی واقف بر اثر ضعف مزاج به سفر نرفت ولی پس از بازگشت حاکم دوباره به اورنگ آباد رسیدند و از آنجا به سمت هندوستان رفتند. واقف پس از سیر و سفر به سال ۱۱۹۵ هـ .ق. درگذشت.

## نمونه اشعار
چرا در گریه آوردی چو من آزرده جانی را / خراب از سیل کردی خانه آبادان جهانی را
ز سوزم رونقی در خاندان عشق پیدا شد / چراغ داغم آخر کرد روشن دودمانی را
دید چون ثابت قدم بر جاده ٔ سودا مرا / برندارد یک نفس زنجیرسر از پا مرا
خواستم کز کوچه ٔ دیوانگی بیرون روم / تا قدم برداشتم زنجیر نالیدن گرفت
نظر لطف توان کرد به طفل اشکم / که به خاک سر راه تو یتیمانه نشست
کو استقامتی که شبی در حریم یار / استاده همچو شمع توان تاسحر گریست
(تذکرهٔ نتایج الافکار ص 757).
-*****************
عنبرین مویی مرا دیوانه کرد/یاسمن‌بویی مرا دیوانه کرد
ای مسلمانان‌! به فریادم رسید/طفل هندویی مرا دیوانه کرد
فکر زنجیری کنید ای عاقلان‌!/بوی گیسویی مرا دیوانه کرد
پیش هر بیگانه گویم راز خود/آشنارویی مرا دیوانه کرد
می‌زنم خود را به آتش بی‌دریغ‌/آتشین خویی مرا دیوانه کرد
از حرم لبیک‌گویان می‌روم‌/جذبۀ کویی مرا دیوانه کرد
واقف از میخانه و مسجد نیَم‌/چشم و ابرویی مرا دیوانه کرد

## آثار

### آثار چاپ شده
- واقف لاهوری بهترین شاعر دنیاست، گردآورنده: میم پایمزد، نشر سه سه‌تار، تهران، ۱۴۰۰
- واقف بی عشق لاهوری، گردآورنده: میم پایمزد، نشر سه سه‌تار، تهران، ۱۴۰۱
- گزیده‌ای از غزلیات واقف لاهوری، تدوین سیدعبدالرضا موسوی، انتشارات امیرکبیر، تهران،۱۳۷۸